# Megaforce
Megaforce is een Hongkongs-Amerikaanse sciencefictionfilm uit 1982. Het was een van een serie films van Golden Harvest die bedoeld waren om in de Amerikaanse markt door te breken.

## Plot
Als het land Sardun wordt bedreigd door het veel sterkere land Gambina schakelen de inwoners van Sardun Megaforce in.

## Ontvangst
De recensies voor de film waren heel erg slecht en de film bracht maar 5 miljoen dollar op van zijn budget van 20 miljoen dollar.
De film was genomineerd voor drie Razzies maar won er geen.

## Rolverdeling
| Acteur           | Personage                  |
| ---------------- | -------------------------- |
| Barry Bostwick   | Commander Ace Hunter       |
| Persis Khambatta | Major Zara                 |
| Michael Beck     | Dallas                     |
| Edward Mulhare   | General Edward Byrne-White |
| George Furth     | Professor Eggstrum         |
| Evan C. Kim      | Suki                       |
| Ralph Wilcox     | Zachary Taylor             |
| Robert Fuller    | Pilot                      |
| Henry Silva      | Duke Guerera               |